# Wahlkreis Mittelsachsen 1
Der Wahlkreis Mittelsachsen 1 (Wahlkreis 17) ist ein Landtagswahlkreis in Sachsen. Er umfasst die Städte Frauenstein, Freiberg, Großschirma, Sayda und die Gemeinden Bobritzsch-Hilbersdorf, Dorfchemnitz, Halsbrücke, Lichtenberg, Mulda, Neuhausen, Rechenberg-Bienenmühle, Reinsberg im Landkreis Mittelsachsen.

## Wahl 2024
Die Landtagswahl 2024 führte zu folgendem Ergebnis:
| Direktkandidat          | Partei              | Erststimmen in % | Zweitstimmen in % |
| ----------------------- | ------------------- | ---------------- | ----------------- |
| Klaus-Dieter Barbknecht | CDU                 | 33,4             | 30,9              |
| Marko Winter            | AfD                 | 39,6             | 36,5              |
| Julia Richter           | Die Linke           | 3,4              | 2,4               |
| Johannes Brink          | GRÜNE               | 1,8              | 3,3               |
| Alexander Geißler       | SPD                 | 5,1              | 6,5               |
| Tim Suttner             | FDP                 | 0,7              | 0,8               |
| Reiner Hentschel        | Freie Wähler        | 6,6              | 3,1               |
| –                       | Die Partei          | –                | 0,7               |
| –                       | Piraten             | –                | 0,2               |
| –                       | ÖDP                 | –                | 0,1               |
| –                       | BüSo                | –                | 0,0               |
| –                       | Tierschutz hier!    | –                | 0,8               |
| –                       | dieBasis            | –                | 0,2               |
| –                       | Bündnis C           | –                | 0,2               |
| –                       | Bündnis Deutschland | –                | 0,3               |
| Ines Schwarze           | BSW                 | 8,8              | 11,2              |
| Manuel Leuchtmann       | Freie Sachsen       | 0,6              | 2,4               |
| –                       | V-Partei3           | –                | 0,1               |
| –                       | WU                  | –                | 0,3               |